# (5656) Oldfield
(5656) Oldfield  es un asteroide perteneciente al cinturón de asteroides, descubierto el 8 de octubre de 1920 por Walter Baade desde el Observatorio de Hamburgo-Bergedorf, en Alemania.

## Designación y nombre
Oldfield se designó inicialmente como A920 TA.
Muchos años después se le llamó así en honor al músico y compositor británico Mike Oldfield (n. 1953).

## Características orbitales
Oldfield orbita a una distancia media del Sol de 2,4593 ua, pudiendo acercarse hasta 1,8110 ua y alejarse hasta 3,1076 ua. Tiene una excentricidad de 0,2635 y una inclinación orbital de 4,0144° grados. Emplea en completar una órbita alrededor del Sol 1408 días.

## Características físicas
Su magnitud absoluta es 14,1. Tiene 7,691 km de diámetro. Su albedo se estima en 0,075.